# Rumoiïta
La rumoiïta és un mineral de la classe dels elements natius. Rep el nom per la subprefectura de Rumoi, al Japó, on es troba la localitat tipus.

## Característiques
La rumoiïta és un aliatge natural de fórmula química AuSn₂. Va ser aprovada com a espècie vàlida per l'Associació Mineralògica Internacional l'any 2019, sent publicada l'any 2021. Cristal·litza en el sistema ortoròmbic.
Les mostres que van servir per a determinar l'espècie, el que es coneix com a material tipus, es troben conservades a les col·leccions mineralògiques del Museu Nacional de la Natura i la Ciència de Tòquio (Japó), amb els números d'espècimen: nsm-m46178 i m46179.

## Formació i jaciments
Va ser descoberta a Minamichiyoda, Shosanbetsu, dins el districte de Tomamae (Prefectura d'Hokkaidō, Japó). També ha estat descrita al dipòsit de titani d'Ariadnoe, a l'àrea de Dalnerechensky (Krai de Primórie, Rússia). Una mostra trobada al riu Boiron (Vaud, Suïssa) gairebé vint anys abans de la descripció de l'espècie podrien encaixar ara amb aquest mineral. Aquesta mostra van ser trobada als sediments al·luvials rics en material orgànics, i consisteix en una partícula de 20 × 65 µm de mida.